# Oldham (district)
Oldham (Metropolitan Borough of Oldham) is een Engels district in het stedelijk graafschap (metropolitan county) Greater Manchester en telt 236.000 inwoners. De oppervlakte bedraagt 142 km². Hoofdplaats is Oldham.
Van de bevolking is 14,3% ouder dan 65 jaar. De werkloosheid bedraagt 3,7% van de beroepsbevolking (cijfers volkstelling 2001).

## Plaatsen in district Oldham
- Chadderton
- Failsworth
- Glodwick
- Oldham

## Civil parishesin district Oldham
- Saddleworth
- Shaw and Crompton.